# Luis Leloir
Luis Federico Leloir (Párizs, 1906. szeptember 6. – Buenos Aires, 1987. december 2.) francia származású argentin orvos és biokémikus. 1970-ben kémiai Nobel-díjjal tüntették ki „a cukornukleotidok szerkezetének meghatározásáért és a szénhidrátok bioszintézisének kutatásáért”.
A 2548 Leloir aszteroidát róla nevezték el.

## Életrajz
Luis Federico Leloir 1906. szeptember 6-án született Párizsban argentin szülők gyermekeként, és kétéves kora óta Buenos Airesben élt. Orvosi diplomáját 1932-ben szerezte meg a Buenos Aires-i Egyetemen, és tudományos pályafutását az Élettani Intézetben kezdte, ahol Bernardo Alberto Houssay professzorral együtt dolgozott az adrenalin–szénhidrát-anyagcsere szerepén. 1936-ban a Cambridge-i Egyetem Biokémiai Laboratóriumában dolgozott, amelyet Sir Frederick Gowland Hopkins vezetett. Itt dolgozott együtt Malcolm Dixonnal, Norman Lowther Edsonnal  és David Ezra Greennel.